# 메르세데스-벤츠 시타로
메르세데스-벤츠 시타로(영어: Mercedes-Benz Citaro)는 메르세데스-벤츠 버스에서 생산 중인 단층, 경질 또는 굴절버스의 한 종류이며, 2019년 12월까지 55,000대 이상이 생산되어 유럽과 아시아 일부 지역에서 널리 사용되고 있다.